# Soul (album)
Pour les articles homonymes, voir Soul (homonymie).
Soul est le 6e album studio du chanteur britannique Seal, sorti le 10 novembre 2008 et produit par David Foster Il est constitué de 11 reprises de standards de la musique soul,
L'album a été classé numéro un des ventes en France pendant 13 semaines.

## Track listing
- A Change Is Gonna Come, Sam Cooke 3:55
- I Can't Stand the Rain, Ann Peebles, Don Bryant, Bernard Miller 3:35
- It's a Man's Man's Man's World, James Brown, Betty Jean Newsome 3:53
- Here I Am (Come and Take Me), Al Green, Mabon Hodges 4:10
- I've Been Loving You Too Long, Otis Redding, Jerry Butler 3:08
- It's All Right, Curtis Mayfield 3:47
- If You Don't Know Me by Now, Kenneth Gamble, Leon Huff 3:50
- Knock on Wood, Eddie Floyd, Steve Cropper 3:22
- I'm Still in Love with You, Al Green, Willie Mitchell, Al Jackson Jr. 4:37
- Free, Henry Redd, Susaye Green, Nathan Watts, Deniece Williams 3:27
- Stand by Me, Ben E. King, Jerry Leiber, Mike Stoller 4:06
- People Get Ready, Curtis Mayfield 3:35

## Classements et récompenses

### Classements
| Classements (2008)                            | Meilleure position |
| --------------------------------------------- | ------------------ |
| Argentina Albums Chart                        | 12                 |
| Australian Albums Chart                       | 16                 |
| Austrian Albums Chart                         | 8                  |
| Greek Albums Chart                            | 7                  |
| Belgian Albums Chart (Flanders)               | 2                  |
| Belgian Albums Chart (Wallonia)               | 1                  |
| Canadian Albums Chart                         | 11                 |
| Dutch Albums Chart                            | 7                  |
| European Albums Chart                         | 3                  |
| Syndicat national de l'édition phonographique | 1                  |
| GfK Entertainment                             | 15                 |
| Italian Albums Chart                          | 5                  |
| MegaCharts                                    | 6                  |
| Spanish Albums Chart                          | 10                 |
| Swedish Albums Chart                          | 6                  |
| Schweizer Hitparade                           | 4                  |
| UK Albums Chart                               | 12                 |
| U.S. Billboard 200                            | 13                 |
| U.S. Billboard R&B/Hip-Hop Albums             | 4                  |

### Classements de fin d'année
| Année | Pays   | Classement               | Numéro |
| ----- | ------ | ------------------------ | ------ |
| 2008  | France | SNEP End Of Year Singles | #2     |
| 2009  | France | SNEP End Of Year Singles | #2     |

| Classement (2009)   | Position |
| ------------------- | -------- |
| Schweizer Hitparade | 14       |